# Структура на МП в България
Структурата на МП в България е:

## Министерство на правосъдието

#### Главен секретар
- - Дирекция „Вътрешен одит“
  - Инспекторат по чл. 46 от „Закона за администрацията“
  - Звено „Сигурност“
  - Финансов контрольор

#### Политически кабинет
- Обща администрация
  - Дирекция „Канцелария“
  - Дирекция „Финанси и бюджет“
  - Дирекция „Управление на собствеността“
  - Дирекция „Управление на човешките ресурси“
  - Дирекция „Връзки с обществеността и протокол“
- Специализирана администрация
  - Инспекторат на министъра на правосъдието по „Закона за съдебната власт“
  - Дирекция „Съвет по законодателство“
  - Дирекция „Статистическо развитие и програми“
  - Дирекция „Международно правно сътрудничество и европейски въпроси“
  - Дирекция „Взаимодействие със съдебната власт“
  - Дирекция „Процесуално представителство на Република България пред Европейския съд по правата на човека“
  - Дирекция „Електронно правосъдие и регистри“
  - Дирекция „Българско гражданство“
  - Дирекция „Международна правна закрила на детето и международни осиновявания“
- Второстепенни разпоредители с бюджетни кредити
  - Агенция по вписванията
  - Национално бюро за правна помощ
  - Централен регистър на особените залози
  - Главна дирекция „Изпълнение на наказанията“
  - Главна дирекция „Охрана“
- ДП „Фонд затворно дело“